# فرودگاه شهری گستونیا
فرودگاه شهری گستونیا (به انگلیسی: Gastonia Municipal Airport) یک فرودگاه همگانی است که یک باند فرود آسفالت دارد و طول باند آن ۱۱۴۹ متر است. این فرودگاه در کشور ایالات متحده آمریکا قرار دارد و در ارتفاع ۲۴۳٫۲ متری از سطح دریا واقع شده‌است.